# Динамо (баскетбольный клуб, Москва)
БК «Динамо» Москва — российский мужской баскетбольный клуб из Москвы. Основан в 1923 году.
Двукратный чемпион СССР, многократный призёр первенства СССР и России. Победитель Кубка УЛЕБ 2005/06.

## История
18 апреля 1923 года в Москве было основано Спортивное общество «Динамо». В августе того же года в нём появились две баскетбольные секции — мужская и женская.
В 1937 году мужская команда «Динамо» стала первым клубным чемпионом в истории советского баскетбола. В 1948 году динамовские баскетболисты ещё раз выиграли первенство Советского Союза.
1950-е годы в истории московского «Динамо» связаны с именами Владимира Торбана и Михаила Студенецкого. В 1956 году они оба участвовали в составе сборной СССР в Олимпиаде в Мельбурне, где завоевали серебряные медали, уступив в финале американцам. В 1957 и 1959 годах они оба выигрывали золото европейских чемпионатов в составе сборной СССР.
В конце 60-х годов был переведён из Волгограда в Москву и возглавил команду Евгений Гомельский. Вместе с ним в столицу переехали будущий Олимпийский чемпион Мюнхена-72 Александр Болошев, будущие призёры чемпионатов Европы и мира Александр Сидякин и Анатолий Блик. После этого клуб стал играть значительно сильнее, многократно побеждал сильнейшие клубы страны.
В начале 1970-х в «Динамо» появился Владимир Жигилий. Вместе с Болошевым они образовали сильный дуэт центровых. В 1975 году динамовцы стали бронзовыми призёрами чемпионата СССР.
В 1976 году москвичи дебютировали в еврокубках, а именно в Кубке Корача, и дошли в нём до четвертьфинала. До апреля 2006 года самым большим успехом столичной команды был выход в одну вторую Кубка Корача (1981, 1983), Кубка обладателей Кубков (1991) и Кубка Европы (1996).
В конце 1980-х — начале 1990-х команду тренировал ученик Евгения Гомельского Александр Сидякин, который делал ставку на скоростной баскетбол, под него и подбирал исполнителей. Именно тогда заявили о себе Сергей Базаревич, Дмитрий Шакулин, Александр Охотников, Дмитрий Сухарев, Игорь Корнишин, Валерий Сизов и другие. В 1990 году они стали серебряными призёрами чемпионата СССР.
В начале 1990-х команда едва не прекратила существование ввиду тяжёлой ситуации в стране. В 1993 году у «Динамо» появился солидный спонсор — компания «Микродин». Её президент Дмитрий Зеленин пригласил на пост главного тренера мужской команды Евгения Гомельского, в то время уже олимпийского чемпиона, приведшего к «золоту» Барселоны-92 женскую сборную СНГ. Результатов не пришлось ждать долго, уже в сезоне 94/95 динамовцы играли в финале первенства России против ЦСКА. В 1996 году москвичи взяли ещё одно серебро, в 1997 году были четвёртыми. В 1998 году команда была расформирована, спустя три года возрождена по инициативе Евгения Гомельского. Вместе с Сергеем Базаревичем он обратился в Центральный совет общества «Динамо» к его председателю Владимиру Проничеву за поддержкой, и тот способствовал возрождению клуба.
Всего за год возрождённая команда «Динамо» с президентом Евгением Гомельским и главным тренером Сергеем Базаревичем прошла путь из Суперлиги Б, где стала чемпионом, в высший дивизион российского баскетбольного первенства — Суперлигу А. В 2004 году мужской баскетбольный клуб был передан в ведение Московской городской организации «Динамо». И в тот же год динамовцы выиграли бронзовые медали чемпионата России, а в 2005 году стали серебряными призёрами.
В преддверии сезона 2005/06 олимпийского чемпиона Валерия Тихоненко на посту главного тренера сменил Душан Ивкович, известный сербский наставник, а к капитану команды Дмитрию Домани, Лазарю Попандопуло, Федору Лихолитову, Валентину Кубракову и Юрию Васильеву присоединились новички — Антонис Фоцис (Греция), Майри Четмэн и Рубен Даглас (США), Боян Попович (Сербия и Черногория), Сергей Быков и др. В сезоне 2005/06 клуб выиграл Кубок УЛЕБ.
С сезона 2009/10 принято решение о комплектовании команды исключительно российскими баскетболистами. «Динамо» стало единственным клубом в стране, в котором играли только российские спортсмены. Несмотря на пессимистичные прогнозы, команда под руководством Сергея Базаревича дошла до полуфинала чемпионата страны, а в серии за третье место лишь в пятом матче уступила казанскому УНИКСу.
В межсезонье команды покинули сразу четыре ключевых игрока: Саврасенко, Моня, Швед и Быков. Несмотря на это, считалось, что команда может рассчитывать на попадание в плей-офф. Однако начало сезона для команды оказалось неудачным. Долгое время они имели только одну победу — над люберецким «Триумфом» — и замыкали турнирную таблицу. Перед Новым годом была одержана неожиданная гостевая победа над «Красными крыльями», а после — над ПБК ЦСКА и УНИКСом, что дало надежду на успешную концовку. Но в конце февраля «Динамо» дома уступило сразу двум прямым конкурентам: сначала «крыльям», а затем БК «Нижний Новгород». В итоге москвичи закончили регулярный чемпионат на предпоследнем, девятом, месте, не попав в плей-офф. Неудачи команды связывались со слишком короткой скамейкой запасных, а также постоянные травмы ключевых игроков. Проблемой было также отсутствие хорошего центрового. Помимо игровых, команду преследовали финансовые трудности, вызванные неудачным менеджментом. Клуб имел большие задолженности по зарплатам. Среди удачных моментов, специалисты выделяли использование тактики смешанной защиты, со сменой персональной опеки на зонную защиту и обратно. Эта уловка, правда, работала не всегда. Среди игроков выделялись защитники Евгений Воронов и Виктор Кейру, раскрывшие свои атакующие способности. Алексей Жуканенко и Дмитрий Хвостов провели средний сезон, не раскрыв в полной мере свой потенциал. На своём уровне выступили Никита Шабалкин, Дмитрий Домани и Пётр Губанов, хотя и у них случались взлёты и провалы. Из-за финансовых проблем в сезоне 2011/2012 клуб играл молодёжным составом в Высшей лиге, с сезона 2012/2013 динамовцы выступают во втором по значимости дивизионе Суперлиге.
Перед началом сезона 2015/2016 клуб был не допущен к участию в чемпионате Суперлиги из-за нарушений регламента. В частности, у клуба были задолженности за сезон-2014/15 перед тремя игроками, а также задолженности перед игроками и тренерами в предыдущих сезонах. Однако решение о возрождении клуба не было принято. Расформирован в 2016 году.
В апреле 2018 БК «Динамо» был воссоздан. Новый клуб принял участие в розыгрыше Московской баскетбольной лиги.

## Достижения
- Обладатель Кубка Европы УЛЕБ — 2006
- Чемпион СССР (победитель первого чемпионата СССР среди клубов) — 1937
- Чемпион СССР — 1948
- Серебряный призёр чемпионата СССР — 1944, 1990, 1992 (СНГ)
- финалист Кубка СССР — 1950
- Серебряный призёр чемпионата России — 1995, 1996, 2005
- Бронзовый призер чемпионата России — 2004, 2008
- Финалист Кубка России — 2009
- Бронзовый призер Суперлиги России — 2014/15

## Сезоны
| Сезон   | Лига        | Уровень | Рег. чемп. | Плей-офф  | Кубок России         | Еврокубки                  |
| ------- | ----------- | ------- | ---------- | --------- | -------------------- | -------------------------- |
| 2008/09 | Суперлига А | 1       | 3          | 4         | Финалист             | Четвертьфиналист Еврокубка |
| 2009/10 | Суперлига А | 1       | 4          | 4         | Четвертьфиналист     | Групповой этап Еврокубка   |
| 2010/11 | ПБЛ         | 1       | 9          | —         | —                    | —                          |
| 2011/12 | Высшая лига | 3       | 4 (гр.А)   | 7         | Предварительный этап | —                          |
| 2012/13 | Суперлига   | 2       | 7          | 10        | 1/8 финала           | —                          |
| 2013/14 | Суперлига   | 2       | 6          | 7         | 2-й отборочный раунд | —                          |
| 2014/15 | Суперлига   | 2       | 2          | 3-е место | Финалист             | —                          |
| 2015/16 | —           | —       | —          | —         | —                    | —                          |
| 2016/17 | —           | —       | —          | —         | —                    | —                          |
| 2018/19 | Москва      | —       | —          | —         | —                    | —                          |

## Известные игроки
| - - Сергей Базаревич - Александр Болошев - Юрий Озеров - Михаил Студенецкий - Владимир Торбан - Виктор Власов - - Андрей Корнев - Владимир Жигилий - - Хосе Бирюков - - Николай Фесенко - - Сергей Гришаев - - Тийт Сокк - Николай Падиус - Евгений Пашутин - Пётр Самойленко - Андрей Фетисов - Иван Чираев - Руслан Авлеев - Никита Моргунов - Дмитрий Домани - Валерий Дайнеко - Виталий Носов - Сергей Быков - Сергей Моня - Ярослав Королёв - Алексей Саврасенко | - Дмитрий Кузьмин - Рубен Даглас - Обинна Экези - Мартин Мурсепп - Боштиан Нахбар - Кшиштоф Лавринович - Дариуш Лавринович - Робертас Явтокас - Ханно Моттола - Георгий Цинцадзе - Дамир Мршич - Асим Парс - Мирсад Тюркджан - Никос Экономоу - Антонис Фоцис - Лазарос Попандопуло - Никола Пркачин - Марино Баздарич - Мирослав Райчевич - Милош Вуянич - Боян Попович - Ненад Мисанович | - - Тревис Хэнсен - - Ариэль Макдональд - Тайкуон Дин - - Генри Домеркант - Эдди Гилл - Линн Грир - Дерек Хамильтон - Траджан Лэнгдон - Джимми Оливер - Майри Четмэн - Брайан Чейз - Холлис Прайс - Джаннеро Парго |

## Главные тренеры
- Травин, Константин Иванович — 1927—1935
- Спандарян, Степан Суренович — 1948—1949
- Колпаков, Василий Ефимович — 1952-1974
- Власов, Виктор Петрович — 1959-1969
- Обухов, Владимир Николаевич — 1972-1976
- Алексеев, Евгений Николаевич — 1967—1976[4]
- Гомельский, Евгений Яковлевич — 1969—1985 (1979—1987[5])
- Арманд Краулиньш — 1985—1988
- Сидякин, Александр Иванович — 1988—1992
- Гомельский, Евгений Яковлевич — 1994—1995
- Борисов, Александр Александрович — 1995—1996
- Зозулин, Сергей Александрович — 1996—1997
- Базаревич, Сергей Валерианович — 2001—2003
- Хомичюс, Вальдемарас Пятрасович — 2003
- Шерф, Цви — 2003—2004
- Тихоненко, Валерий Алексеевич — 2004—2005
- Ивкович, Душан — 2005—2007
- Пешич, Светислав — 2007—2008
- Блатт, Дэвид — 2008—2009
- Базаревич, Сергей Валерианович — 2009—2011
- Соловьёв, Михаил Алексеевич — 2013[6]—2015
- Керде, Уллар — 2015
- Мазурс, Николайс — 2015[7]